# Newton by Toft
Newton by Toft – wieś w Anglii, w hrabstwie Lincolnshire, w dystrykcie West Lindsey, w civil parish Toft Newton. Leży 17 km od Lincoln. W 1931 roku civil parish liczyła 82 mieszkańców.
Newton jest wspomniana w Domesday Book (1086) jako Neutone.